# Cabardièses
Les Cabardièses sont un festival international de piano, créé en 2000, qui se déroule tous les ans, début août les premières années, fin juillet dorénavant, à Pennautier (France, Aude). Cinq concerts :  le mercredi (tantôt fin d'après-midi tantôt en nocturne) au Château de Pennautier, le jeudi à Aragon, village du haut Cabardès, le vendredi depuis 2015 à Ventenac-Cabardès, le samedi soir au Théâtre Na Loba de Pennautier et le dimanche après-midi dans une propriété viticole du Cabardès.
Le festival est organisé par la Mairie de Pennautier avec le soutien de l'association « Les Amis des Cabardièses ».
Il a le soutien du Département de l'Aude, de la Communauté d'agglomération de Carcassonne, et de nombreux partenaires privés.
Françoise Choveaux en est la directrice artistique depuis 2001.